# Université du Wisconsin
Le système des universités du Wisconsin désigne un système d'universités dans l'État du Wisconsin (États-Unis).
Une équipe de l'université du Wisconsin, dirigée par James Dumesic a exposé en juin 2007 dans la  revue Nature un nouveau procédé de transformation de l'amidon afin de produire un nouveau carburant liquide, le diméthylfurane. Ses propriétés semblent plus avantageuses que celles de l'éthanol. 
Sportivement, les Badgers du Wisconsin représentent les couleurs de l'équipe dans les championnats universitaires.

## Universités du système doctorat
Il y a deux universités garantissant le baccalauréat et le doctorat :
- Université du Wisconsin à Madison
- Université du Wisconsin à Milwaukee

## Universités du système maîtrise
Il y a onze universités garantissant le baccalauréat et la maîtrise :
- Université du Wisconsin à Eau Claire
- Université du Wisconsin à Green Bay
- Université du Wisconsin à La Crosse
- Université du Wisconsin à Oshkosh
- Université du Wisconsin à Parkside
- Université du Wisconsin à Platteville
- Université du Wisconsin à River Falls
- Université du Wisconsin à Stevens Point
- Université du Wisconsin à Stout
- Université du Wisconsin à Superior
- Université du Wisconsin à Whitewater